# Louis-Charles de La Tour d'Auvergne
Louis-Charles de La Tour d'Auvergne né le 14 janvier 1665 et mort le 4 août 1692 est un Grand Chambellan de France.

## Biographie
Il est le fils ainé de Godefroy-Maurice de La Tour d'Auvergne et de Marie-Anne Mancini, nièce de Jules Mazarin.
En août 1679, âgé de quatorze ans, il soutient au collège des jésuites de Clermont-Ferrand une thèse de philosophie intitulée Ludovico Magno theses ex uniuersa philosophia dicat et consecrat Ludovicus, simple exercice de rhétorique qui sera imprimé à un petit nombre de copies privées.
Le 27 janvier 1682, il est nommé Grand chambellan de France, en remplacement de son père, Godefroy-Maurice de La Tour d'Auvergne.
Tombé en disgrâce et banni du royaume, à la suite de sa participation en 1684 à une campagne en Hongrie au sein de l'armée impériale et de son implication dans l'affaire des lettres des Conti, il se rend à Venise et participe à la guerre de Morée en tant que volontaire, devant refuser une fonction officielle afin de ne pas mécontenter davantage Louis XIV.
Il se distingue ainsi le 6 août 1686 à la bataille d'Argos 135 et lors du siège de Nauplie le 29 août. Il est blessé au siège de Négrepont et regagne Venise à l'automne 1688 après l'échec de ce dernier.
Il épouse à Paris le 16 février 1691 Anne-Geneviève (1673-1724), fille de Louis-Charles de Lévis, duc de Ventadour. En guise de dot, elle reçoit la seigneurie de Roberval, qui passe à la Maison de La Tour d'Auvergne. Le couple n'a pas d'enfant.
Louis-Charles est mortellement blessé au cours de la bataille de Steinkerque et meurt le 4 août 1692, laissant une veuve de dix-neuf ans.
Son frère cadet Emmanuel-Théodose devient duc de Bouillon à sa place.
En 1723, Frédéric-Maurice-Casimir, son neveu meurt lui aussi sans régner comme duc de Bouillon et, selon Mathieu Marais, alors que la famille de La Tour d'Auvergne paye toujours un douaire de 20000 livres à Anne-Geneviève de Levis devenue l'épouse d'Hercule-Mériadec de Rohan-Soubise.
Étant donné que les membres de la Maison de La Tour d'Auvergne possédaient le rang de prince étranger à la Cour de Versailles, cela leur conférait le titre d'« Altesse ».